# Essertenne-et-Cecey
Essertenne-et-Cecey è un comune francese di 409 abitanti situato nel dipartimento dell'Alta Saona nella regione della Borgogna-Franca Contea.

## Società

### Evoluzione demografica
Abitanti censiti